# 庭野めぐみ
庭野 めぐみ（にわの めぐみ、1964年5月30日 - ）は、日本テレビ報道局の社会部記者、社会部解説委員兼厚生労働担当副部長。

## 来歴
東京都出身。女子学院中学校・高等学校を経て、上智大学外国語学部ドイツ語学科に進学した。同大学卒業後の1987年4月、日本テレビに入社した（同期社員にアナウンサー職の大杉君枝と保坂昌宏）。1991年から報道局外報部、1994年5月から1998年6月までバンコク特派員を担当し、特派員時代はカンボジアPKO活動の取材を行う。帰国後、社会部記者を務める。1999年1月から2001年9月まで『あさ天5』、『ジパングあさ6』等の朝の情報番組のニュースキャスターを担当した。

## 番組出演

### 過去出演番組
- ズームインサタデー（1999年1月 - 1999年12月）
- あさ天5（2000年1月 - 2001年9月）
- NNNニュースジパング（2000年1月 - 2001年9月）
- ルックルックこんにちは（2000年1月 - 2001年3月）
- NNN24「デイリープラネット金曜発言中」（1999年4月 - 2000年9月）